# 環椎十字靱帯
環椎十字靭帯（かんついじゅうじじんたい、英語: cruciate/cruciform ligament of atlas）は、軸椎歯突起の後面にある十字形の靭帯である。
中央から左右に向かう部分を環椎横靭帯、上下に向かう部分を縦束という。
環椎横靭帯は左右の環椎の外側塊の間に張り、前弓との間に軸椎歯突起を挟み込む。環椎横靭帯の前面には軸椎歯突起に接する硝子軟骨性の関節面がある。
縦束は、上行部は大後頭孔の前縁に、下行部は軸椎体の後面に至る。

## 機能
環椎を軸椎に固定し、また頸部の過度な屈曲・伸展を制限する。

## 臨床的事項
crowned dens syndromeでは環椎十字靭帯に石灰化を認める。